# Mialet (Dordogne)
Mialet település Franciaországban, Dordogne megyében. Lakosainak száma 629 fő (2022. január 1.). Mialet Dournazac, Saint-Jory-de-Chalais, Chalais, La Coquille, Firbeix, La Chapelle-Montbrandeix, Pensol és Saint-Saud-Lacoussière községekkel határos.

## Népesség
A település népességének változása:
| Lakosok száma | 1094 | 888  | 795  | 684  | 666  | 626  | 613  | 628  | 635  | 629  |
|               | 1968 | 1982 | 1990 | 2006 | 2013 | 2015 | 2017 | 2019 | 2020 | 2022 |